# レオン・ベスト
レオン・ベスト（Leon Julian Brendan Best, 1986年9月19日 - ）は、イングランド・ノッティンガム出身のサッカー選手。ポジションはFW。
代表は母親の出身国であるアイルランドを選択した。

## 所属クラブ
- サウサンプトンFC 2004-2007
  - →  クイーンズ・パーク・レンジャーズFC 2004-2005 (loan)
  - →  シェフィールド・ウェンズデイFC 2005 (loan)
  - →  シェフィールド・ウェンズデイFC 2006 (loan)
  - →  AFCボーンマス 2006 (loan)
  - →  ヨーヴィル・タウンFC 2006-2007 (loan)
- コヴェントリー・シティFC 2007-2010
- ニューカッスル・ユナイテッドFC 2010-2012
- ブラックバーン・ローヴァーズFC 2012-2015
  - →  シェフィールド・ウェンズデイFC 2014.2-2014.7 (loan)
  - →  ダービー・カウンティFC 2014.8-2015.1 (loan)
  - →  ブライトン・アンド・ホーヴ・アルビオンFC 2015.1-2015.5 (loan)
- ロザラム・ユナイテッドFC 2015-2016
- イプスウィッチ・タウンFC 2016-2017
- チャールトン・アスレティックFC 2017-2018